# Эйг, Лев Самуилович
Лев Самуилович Эйг (14.12.1920, Москва — 05.08.1990, там же) — советский учёный, специалист в области разработки электровакуумных приборов.
В 1941—1943 гг. работал на предприятиях Наркомата авиационной промышленности.
В 1948 г. окончил МГУ.
В 1948—1986 гг. инженер-физик в отделе вакуумметрических приборов, старший научный сотрудник, начальника лаборатории, начальник отдела электровакуумных приборов в НИИВТ им. С. А. Векшинского.
В 1986—1990 гг. начальник научно-исследовательского отдела ВНИИА.
Доктор технических наук.

## Награды
- Лауреат Ленинской премии 1962 г. за разработку и организацию промышленного производства специальных высоконадежных электровакуумных приборов для систем подрыва и нейтронного инициирования ядерных боеприпасов.
- Орден Трудового Красного Знамени (1955), медали «За доблестный труд. В ознаменование 100-летия со дня рождения В. И. Ленина», «Ветеран труда», «В память 800-летия Москвы».